# Paramonova bushi
Paramonova bushi är en tvåvingeart som beskrevs av Kelsey 1971. Paramonova bushi ingår i släktet Paramonova och familjen fönsterflugor.
Artens utbredningsområde är Western Australia. Inga underarter finns listade i Catalogue of Life.